# Ilana Kratysh
Ilana Kratysh (hébreu : אילנה קרטיש), née le 6 juillet 1990 en Israël, est une lutteuse israélienne.

## Carrière
Elle est médaillée d'argent dans la catégorie des moins de 67 kg aux Championnats d'Europe 2013 à Tbilissi et dans la catégorie des moins de 69 kg aux Championnats d'Europe 2014 à Vantaa, aux Jeux européens de 2015 à Bakou et aux Championnats d'Europe 2016 à Riga.